# Nordisk sommarkväll
Nordisk sommarkväll är en målning från 1899–1900 av den svenske målaren Richard Bergh. Den visar en kvinna och en man som blickar ut från en altan över en vik i kvällsljus.

## Beskrivning
Bergh gjorde en första oljeskiss till kvinnofiguren i Florens vintern 1898–1899. Han fortsatte därefter med arbetet på Ekholmsnäs gård på Lidingö, med utsikt över Hustegafjärden och Gråviken mot Hustegaholm. Båda personer står på altanen som finns på Eksholmsnäs gårds norrsida. Nedanför syns Ekholmsnäs brygga. Den kvinnliga modellen var sångerskan Karin Pyk, medan den manliga inledningsvis var författaren Per Hallström, som dock kom att ersättas av prins Eugen. Bildens symmetriska komposition är inspirerad av den tidiga renässansen. Skymningsmotivet är typiskt för Opponenterna, en gruppering av svenska målare i Berghs generation som applicerade det i Frankrike trendiga friluftsmåleriet på svenska ljusförhållanden.
Målningen köptes av Pontus Fürstenberg till ett högre pris än det Bergh hade begärt. Den visades offentligt på Konstnärsförbundets utställning 1901. Den tillhör Göteborgs konstmuseum sedan 1902 genom Fürstenbergs testamente.
Dess svenska mottagande bestod av diskussioner kring hur målningen skildrar förhållandet mellan människa och natur. Åren 1982–1983 väckte den uppmärksamhet i Förenta staterna när den turnerade med utställningen Northern light; de amerikanska kritikerna fokuserade framförallt på motivets erotiska eller äktenskapliga laddning. Ulf Linde har tolkat målningen som en skildring av väntan på döden och färjkarlen Charon.